# Julie & Julia
Julie & Julia är en amerikansk dramakomedi från 2009, regisserad av Nora Ephron. Filmen hade biopremiär den 9 oktober 2009 i Sverige och släpptes på DVD den 24 februari 2010 i Sverige. Filmen är baserad på två sanna historier. Filmen är barntillåten.

## Handling
När Julie Powell (Amy Adams) drabbas av en 30-årskris så bestämmer hon sig för att starta ett gigantiskt matprojekt som innebär att hon ska laga 524 maträtter på 365 dagar, och alla ska lagas enligt Julia Childs (Meryl Streep) recept i dennas bok "Det goda franska köket". Julie bloggar på internet om sina missöden och kulinariska höjder och så hamnar Julie i ett matmecka och träffar nya vänner.

## Rollista (i urval)
- Meryl Streep - Julia Child
- Amy Adams - Julie Powell
- Stanley Tucci - Paul Child
- Chris Messina - Eric Powell
- Linda Emond - Simone Beck
- Helen Carey - Louisette Bertholle
- Mary Lynn Rajskub - Sarah
- Jane Lynch - Dorothy McWilliams
- George Bartenieff - Köksmästare Max Bugnard
- Crystal Noelle - Ernestine
- Joan Juliet Buck - Madam Brassart
- Remak Ramsay - John McWilliams
- Diane Kagan - Phila McWilliams